# Fedtopløselige vitaminer
Fedtopløselige vitaminer er de vitaminer som kan opløses i fedt i modsætning til vandopløselige vitaminer. De fedtopløselige vitaminer er Vitamin A, Vitamin D, Vitamin E og Vitamin K. Disse vitaminer ophobes i levende organismers fedtvæv, og opbevares i længere tid (op til flere måneder) før de nedbrydes eller udskilles.